# 李凯尔
李凯尔（英語：Kyle Forman Anderson，直译：「凯尔·福曼·安德森」，1993年9月20日—），出生於美國紐約州紐約市，職業籃球運動員，目前效力於NBA聯盟的猶他爵士。畢業於加州大學洛杉磯分校，於2013–14賽季獲得Pac−12最佳陣容第一隊的榮譽後，他宣布參加2014年NBA選秀大會，於首輪第三十順位被馬刺選中。
李凯尔自幼接觸籃球，高中時期就讀聖安東尼高中。主要負責控球後衛的位置，但隨著身高不斷增長，李凯尔在作為前鋒能夠發揮出較大優勢，因此李凯尔能夠胜任小前鋒和得分後衛兩個位置。2018年7月10日，李凯尔離開效力四年的聖安東尼奧馬刺，與曼菲斯灰熊簽下四年3700萬美元的合約。2023年7月24日，中国篮球协会宣佈擁有8分之1中國血統的凯尔·安德森正式以「李凯尔」之名取得中國國籍。

## 早年生活
李凯尔出生在美國紐約州紐約市，於紐澤西州的北卑爾根長大。其曾外祖父移民牙買加的华人李崇新，故李凯尔有八分之一華裔血統。在升上高中後，李凯尔一家搬到費爾維尤。李凯尔自從學會走路後就開始接觸籃球，於三歲時就加入人生中第一个篮球训练营。李凯尔的父親是紐澤西州某一所高中的籃球教練，他把李凯尔培養成一名控球後衛。儘管李凯尔有著長人少有的控球技術，但他的父親並不希望他成為一名後場球員。
李凯尔的高中生涯始於派特森天主教高中。雖然他擁有控球後衛的技術，但是教練卻讓身高6英尺5英寸（1.96米）的他改打前鋒位置。在派特森天主教高中就讀兩年後，很多在紐澤西州的天主教學校都因為缺乏資金而不得不關閉。派特森天主教高中也因為失去資金來源而關閉，於是李凯尔轉學到聖安東尼高中。他在場上獨特的速度和節奏令他獲得“Slow Mo”的暱稱，自此以後這個綽號便一直跟隨著他。李凯尔的高中籃球教練鮑伯·赫利曾將他比喻為窮人版的魔術強森。兩人皆擁有前鋒的身高和出色的控球技術 。
李凯尔6呎9的身高以及樂於分享球權的特點使他能夠擔任一號位至四號位的角色。在高三賽季，李凯尔率隊場均得到14.7分、6.5籃板和3.9助攻，率领球队连续获得新泽西州冠军。李凯尔出色的表現讓他獲選參加麥當勞高中全明星賽，並被邀請參加喬丹品牌菁英賽和耐克篮球峰会。儘管在高中生涯中獲得了許多的讚譽，但是在教練鮑伯·赫利眼中，李凯尔仍然是一名“不起眼的球員”。

## 大學生涯

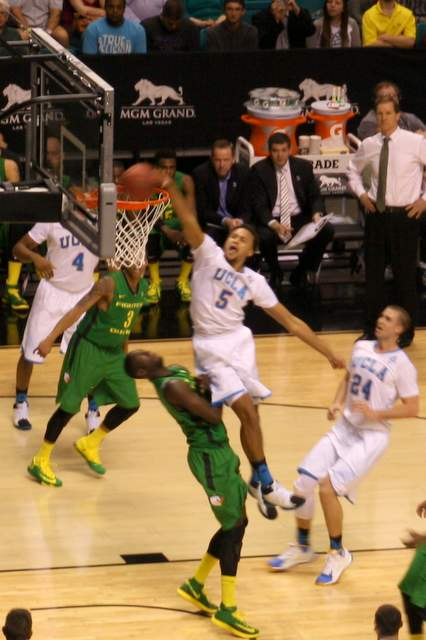
李凯尔在比賽中灌籃。

李凯尔於2011年9月19日承諾進入加州大學洛杉磯分校（UCLA）就讀。在那之前他也曾考慮了薛頓賀爾大學、喬治城大學、佛羅里達大學和聖若望大學。促使李凯尔選擇加州大學洛杉磯分校的主要因素在於加州大學洛杉磯分校總教練班·霍蘭德以擅長培養控球後衛著稱。李凯尔和沙巴茲·穆罕默德是加州大學洛杉磯分校棕熊隊的優先招聘人物，他們被認為是全美最好的籃球員之一。在2012–13赛季，李凯尔场均得到9.7分、8.6籃板和3.5次助攻，成為加州大學洛杉磯分校自1973–74赛季的比爾·華頓以來的首位同一賽季至少有300個籃板和100次助攻的球員。李凯尔入选Pac−12最佳陣容第二隊以及Pac−12最佳新秀陣容。賽季結束後，李凯尔一度考慮過是否參加2013年NBA選秀，但考慮到可能難以獲得好的順位，於是他選擇留在學校，準備征戰下一季。
在決定留校參加2013–14赛季後，李凯尔回到加州大學洛杉磯分校棕熊隊，李凯尔與他的家人認為這將是他在大學的最後一個賽季。由於在上個賽季，李凯尔的投籃命中率只有41.6％，因此他在休賽期時致力於提高自己的投籃命中率。在新賽季裡，前NBA球員史蒂夫·艾爾福特接替了被解僱的班·霍蘭德成為新任教練。艾爾福特將李凯尔重新放回熟悉的控球後衛位置上。在艾爾福德引入了新的進攻體系後，李凯尔的跳投命中率有了很大的改善。2013年11月22日，在加州大學洛杉磯分校熊隊以81-70戰勝莫爾黑德州立大學的比賽中，李凯尔拿下13分、12籃板和11助攻，這也是李凯尔大學生涯的第一個大三元。11月29日，加州大學洛杉磯分校與密蘇里大學獲邀參加拉斯維加斯邀請賽，李凯尔獲得本屆邀請賽的最有價值球員獎。
在2013–14赛季，李凯尔场均能得到14.9分、8.8籃板和6.5助攻，而他的三分球命中率從上一季的21%提高到了48%，帮助加州大學洛杉磯分校熊隊取得28胜9敗的战绩，获得Pac−12錦標賽的冠军，同时打进了NCAA前十六强。李凯尔成為了太平洋十二校聯盟歷史上第一个单季取得200籃板和200助攻的球員，也是NCAA一級男子籃球錦標賽历史上第一个单季取得500分、300篮板和200助攻的球员。賽季結束後，李凯尔入选美聯社全美最佳陣容第三隊、體育新聞全美最佳陣容第三隊以及Pac−12最佳陣容第一隊。2014年4月，李凯尔宣布放棄最後兩年學業，準備参加2014年NBA选秀。

### 大學統計數據
| 賽季    | 大學               | 上場次數 | 先發次數 | 上場時間 | 投篮命中率 | 三分球命中率 | 罚球命中率 | 篮板 | 助攻 | 抄截 | 阻攻 | 得分 |
| ------- | ------------------ | -------- | -------- | -------- | ---------- | ------------ | ---------- | ---- | ---- | ---- | ---- | ---- |
| 2012–13 | 加州大學洛杉磯分校 | 35       | 34       | 29.9     | 41.6       | 21.1         | 73.5       | 8.5  | 3.5  | 1.8  | 0.9  | 9.7  |
| 2013–14 | 加州大學洛杉磯分校 | 36       | 36       | 33.2     | 48.0       | 48.3         | 73.7       | 8.8  | 6.5  | 1.8  | 0.8  | 14.9 |
| 生涯    |                    | 71       | 70       | 31.6     | 45.2       | 37.5         | 73.6       | 8.7  | 5.0  | 1.8  | 0.8  | 12.2 |

## 職業生涯

### 聖安東尼奧馬刺（2014−2018）
2014年4月16日，李凯尔宣布放棄剩餘的大學學業，並投入2014年的NBA選秀大會。縱使李凯尔在大學打出優異表現，但他的速度成為其致命傷，許多球探們一致認為他會無法適應聯盟的體能強度。許多球探視他為前鋒，並將他與當時效力於聖安東尼奧馬刺的伯利斯·迪奧做出比較，兩人在打球速度和節奏上獨樹一格，但是李凯尔的噸位遠不如迪奧，令他能否在聯盟生存成為極大疑問。

#### 早年生涯
2014年6月27日，在2014年NBA选秀大會中，李凯尔在首轮第三十顺位被圣安东尼奥马刺选中。2014年7月12日，李凯尔與馬刺簽下四年558万美元的合約，其中2016、2017年拥有球队选项。 李凯尔也代表馬刺隊參加2014年的拉斯維加斯夏季聯賽。在夏季聯賽的比賽中，李凯尔大部分時間主要擔任小前鋒的位置，而不是自己熟悉的控球後衛。在2014–15賽季，李凯尔成為馬刺陣中唯一的新秀球員。為了確保球員在季後賽有足夠體力競爭冠軍，馬刺總教練格雷格·波波維奇經常安排主力球員進行輪休，這讓身為新秀的李凯尔有足夠的上場時間。12月16日，在马刺对上波特兰拓荒者的比赛中，李凯尔出场20分钟，貢獻了15分和5个篮板，创职业生涯单场得分新高。12月10日，由於傷病和輪休，在五位馬刺主力球員皆不在場上的情況下，李凯尔先發出場，僅得到9分，但卻拿下了5個籃板、3次助攻2次抄截，幫助馬刺以109-95擊敗紐約尼克。
在李凯尔的新秀賽季，他是馬刺陣中唯一的新秀球員，為使他有更多的上場時間，波波維奇經常把他下放至馬刺在發展聯盟的附屬球隊奧斯汀馬刺。他在發展聯盟打得一點都不馬虎，李凯尔以場均22.8分、8.8籃板和4.7助攻的成績帶領奧斯汀馬刺在二月份打出8勝1敗的戰績，獲選為二月份的發展聯盟最佳球員。李凯尔在發展聯盟出類拔萃的表現證明了他能在聯盟中生存。
在2014–15賽季結束後的休賽期間，李凯尔再度代表馬刺參加2015年夏季聯賽。在七場比賽中，他在27.3分鐘內場均得到21.0分和6.0個籃板，獲選為夏季聯賽最有價值球員。2016年3月28日，李凯尔在馬刺擊敗孟菲斯灰熊的比賽中，得到13分、7助攻和4抄截。其中助攻數為職業生涯新高。在常規賽最後一戰中，李凯尔首次拿到了15分、10籃板的「雙十」數據，幫助馬刺以96-91擊敗達拉斯獨行俠。
李凯尔於2016年再次參加了夏季聯賽。他在於猶他州舉辦的前三場比賽場均能得到23.7分，隨後在拉斯維加斯的兩場比賽中能得到18.5分和6籃板。李凯尔在2016–17賽季打了72場比賽，以及15場季後賽，但他的整體表現倒退。2017年4月21日，在季后赛首轮第三场马刺94-105不敌孟菲斯灰熊的比赛中，李凯尔得到15分和3助攻，刷新职业生涯季后赛单场得分纪录。5月23日，李凯尔在西區對上金州勇士的第四場比賽中拿下職業生涯新最高的20分、7籃板和4抄截，但是無法有效改變戰局。馬刺亦遭金州勇士4-0淘汰出局。

#### 球隊新希望
由於隊友科懷·雷納德因為股四頭肌受傷而必須休養一段時間，李凯尔在2017–18賽季被教練格雷格·波波維奇拉上了先發。2017年12月4日，在馬刺對上奧克拉荷馬雷霆的比賽中，李凯尔代替輪休的隊友拉馬庫斯·阿爾德里奇上場，結果左膝內側副韌帶不慎拉傷。後來他缺席了兩個星期的比賽。在出場的23場比賽中，李凯尔場均得到生涯新高的8.9分、6個籃板和3助攻。即使在雷納德歸隊後，波波維奇還是希望李凯尔能保持正常的輪替。12月21日，李凯尔在對上波特蘭拓荒者的比賽中傷癒歸隊。

### 曼菲斯灰熊（2018−2022）
2017–18賽季結束後，李凯尔成為一名受限制自由球員。在2018年7月6日，他收到了一份來自曼菲斯灰熊的四年3700萬美元報價單。由於馬刺決定不跟進這筆報價，李凯尔在7月9日與灰熊隊簽約，而灰熊承諾將在2018–19賽季讓他出任球隊的先發小前鋒。

### 明尼苏达森林狼（2022-2024）
2022年7月8日，李凯尔和明尼苏达森林狼签约。在为森林狼队效力的第一个赛季，李凯尔场均得到9.4分、5.3个篮板和4.9次助攻。

## 獎項和榮譽
NBA:
- 2015年夏季聯賽MVP（2015）

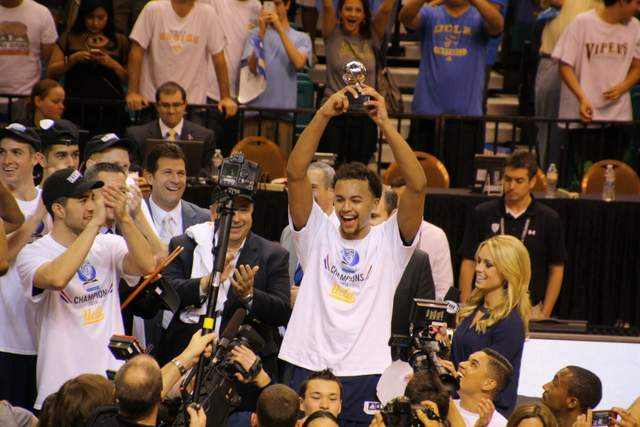
李凯尔獲得2014年Pac-12錦標賽最傑出球員獎。

- 2015年夏季聯賽最佳陣容第一隊（2015）

大學:

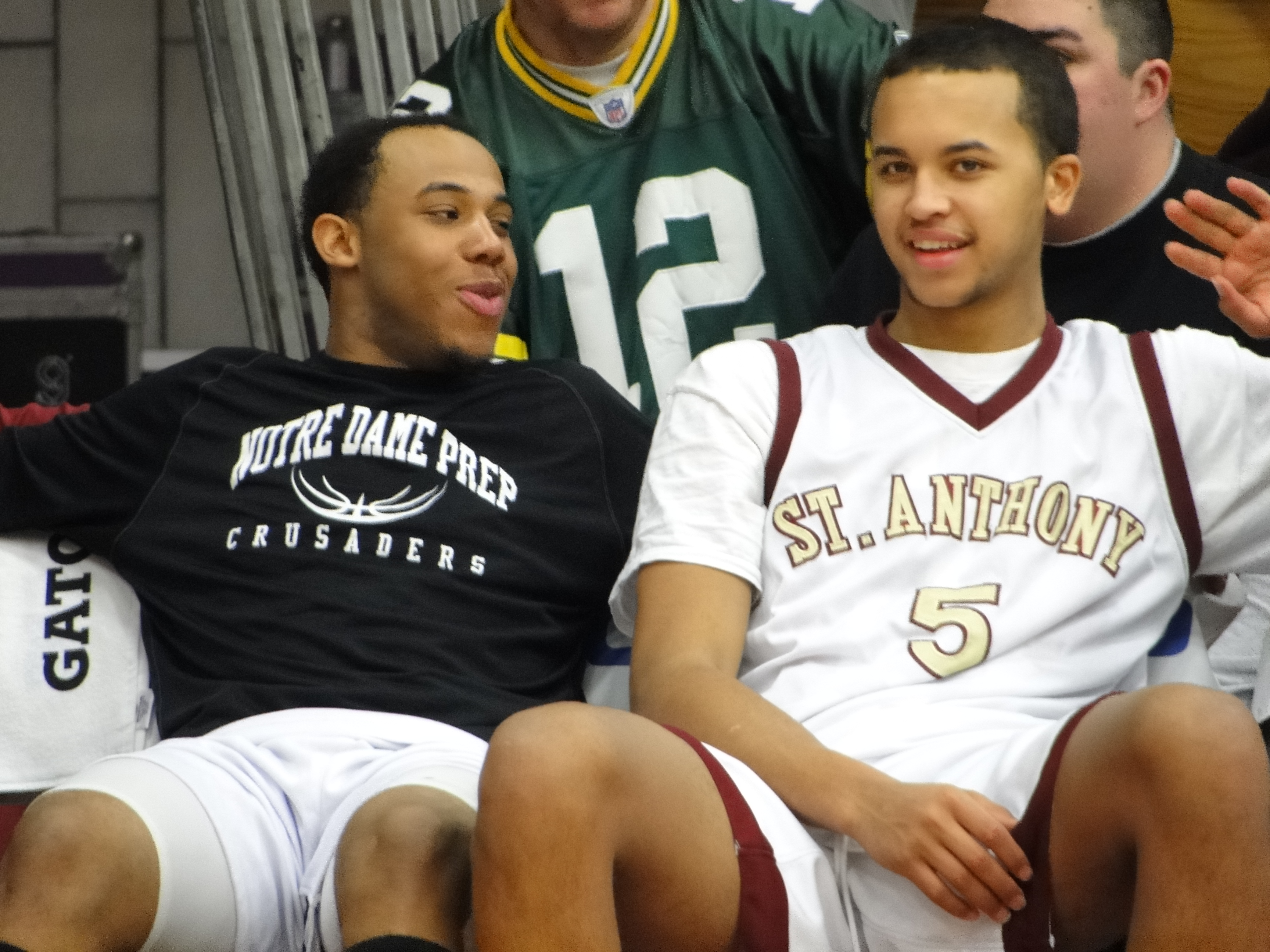
李凯尔於聖安東尼高中（新澤西州）（2011年）。

- 美聯社全美最佳陣容第三隊（2014（英语：2014 NCAA Men's Basketball All-Americans））
- 體育新聞（英语：Sporting News）全美最佳陣容第三隊（2014（英语：2014 NCAA Men's Basketball All-Americans））
- Pac−12最佳陣容第一隊（2014（英语：2013–14 Pac-12 Conference men's basketball season））
- 加州大學洛杉磯分校最有價值球員（2014（英语：2013–14 UCLA Bruins men's basketball team））
- Pac−12錦標賽（英语：Pacific-12 Conference Men's Basketball Tournament）最傑出球員（2014（英语：2014 Pac-12 Conference Men's Basketball Tournament））
- 拉斯維加斯邀請賽（英语：Las Vegas Invitational (basketball)）最有價值球員（2014）
- Pac−12最佳陣容第二隊（2013（英语：2012–13 Pac-12 Conference men's basketball season））
- Pac−12最佳新秀陣容（2013）

高中:
- 紐澤西州年度最佳球員（2012）
- 2×紐澤西錦標賽（英语：Tournament of Champions (NJSIAA)）（2011－2012）
- 麥當勞高中全明星賽（2012）
- 喬丹品牌菁英賽（英语：Jordan Brand Classic）（2012）

## 職業生涯數據

### NBA例行賽數據統計
| 賽季    | 球隊           | 出賽 | 先發 | 平均上場時間(分鐘) | 投籃命中率(%) | 三分球命中率(%) | 罰球命中率(%) | 平均籃板 | 平均助攻 | 平均抄截 | 平均阻攻 | 平均得分 |
| ------- | -------------- | ---- | ---- | ------------------ | ------------- | --------------- | ------------- | -------- | -------- | -------- | -------- | -------- |
| 2014–15 | 聖安東尼奧馬刺 | 33   | 8    | 10.9               | 34.8          | 27.3            | 64.3          | 2.2      | 0.8      | 0.4      | 0.2      | 2.2      |
| 2015–16 | 聖安東尼奧馬刺 | 78   | 11   | 16.0               | 46.8          | 32.4            | 74.7          | 3.1      | 1.6      | 0.8      | 0.4      | 4.5      |
| 2016–17 | 聖安東尼奧馬刺 | 72   | 14   | 14.2               | 44.5          | 37.5            | 78.9          | 2.9      | 1.3      | 0.7      | 0.4      | 3.4      |
| 2017–18 | 聖安東尼奧馬刺 | 74   | 67   | 26.7               | 52.7          | 33.3            | 71.2          | 5.4      | 2.7      | 1.6      | 0.8      | 7.9      |
| 生涯    |                | 257  | 100  | 17.9               | 47.8          | 33.8            | 73.3          | 3.6      | 1.7      | 0.9      | 0.5      | 4.9      |

### NBA季後賽數據統計
| 季後賽  | 球隊           | 出賽 | 先發 | 平均上場時間(分鐘) | 投籃命中率(%) | 三分球命中率(%) | 罰球命中率(%) | 平均籃板 | 平均助攻 | 平均抄截 | 平均阻攻 | 平均得分 |
| ------- | -------------- | ---- | ---- | ------------------ | ------------- | --------------- | ------------- | -------- | -------- | -------- | -------- | -------- |
| 2015–16 | 聖安東尼奧馬刺 | 10   | 0    | 12.9               | 32.0          | 33.3            | 85.7          | 2.4      | 0.7      | 0.6      | 0.3      | 2.3      |
| 2016–17 | 聖安東尼奧馬刺 | 15   | 1    | 13.0               | 57.1          | 30.0            | 72.7          | 3.0      | 1.7      | 0.7      | 0.1      | 5.5      |
| 2017–18 | 聖安東尼奧馬刺 | 5    | 1    | 14.8               | 60.0          | 0.0             | 75.0          | 2.6      | 0.6      | 1.2      | 0.2      | 5.4      |
| 生涯    |                | 30   | 2    | 13.3               | 51.4          | 23.5            | 77.3          | 2.8      | 1.2      | 0.7      | 0.2      | 4.4      |

## 個人生活
- 李凯尔曾參加過美國籃球協會的U16和U17訓練營，並於2010年被提名為美國國家發展籃球隊（英语：USA Basketball）的成員[13][14]。2012年，李凯尔代表美國國家籃球青年隊（英语：USA Basketball）參加當年的耐吉籃球峰會。
- 李凯尔有八分之一的中国人血统。他的外祖母玛丽安·福尔曼拥有一半的中国血统，玛丽安的父亲萨缪尔·李（中文名李崇新），也就是李凯尔的外曾祖父，是一名移民牙買加的客家人。萨缪尔·李在二战期間為了躲避戰火，自中國廣東寶安的新木新村（今屬广东深圳龙岗区）前往牙买加謀生，并与李凯尔的曾外祖母艾吉塔·李在當地结婚，之後便一直留在牙买加生活，生下了李凯尔的外祖母玛丽安[15][16][17]。
- 2023年7月24日，中国篮球协会宣布李凯尔已获得中国国籍，并将为中国国家男子篮球队征战2023年世界盃籃球賽[18]。